# Ačkhoj-Martan
Ačkhoj-Martan (in russo Ачхой-Мартан?; in ceceno ТӀехьа-Марта, Theẋa-Marta) è una città della Russia che si trova nella Repubblica Autonoma della Cecenia. È il centro amministrativo del distretto Ačkhoj-Martanovskij.
Si trova a 40 km a sud-ovest della città di Groznyj.